# Thâu lĩnh sần
Thâu lĩnh sần (danh pháp hai phần: Alphonsea boniana) là một loài thực vật thuộc chi Thâu lĩnh, họ Na. Loài này sinh sống ở tại các khu rừng ở độ cao 300–700 m tại Trung Quốc (đông nam tỉnh Vân Nam), Việt Nam, Thái Lan.